# Хайтарма (ансамбль)
Хайтарма (крымскотат. Qaytarma) — крымскотатарский ансамбль народного танца в составе Крымской филармонии. Создан в 1939 году. Воссоздан в 1957 году в Ташкентской филармонии. С 1992 года снова в составе Крымской филармонии. 

## История
В 1939 при Ялтинской филармонии был создан татарский ансамбль песни и танца. В 1937 году был создан второй ансамбль песни и танца при Доме народного творчества, художественным руководителем стал Ильяс Бахшиш, музыкальным руководителем Яя Шерфединов, а балетмейстером Усеин Баккал. В марте 1939 году эти два ансамбля объединили при Крымской Государственной филармонии г. Симферополь с целью подготовки дней культуры Крыма в Москве.
В мае 1944 года в результате сталинской депортации крымских татар ансамбль прекратил свое существование. В 1957 году ансамбль был возрожден при ордена Трудового красного знамени государственной филармонии им. Кари-Якубова, г. Ташкент, Узбекской ССР. Так как в названии было запрещено использовать слово «крымскотатарский», ансамбль был назван в честь одноимённого крымскотатарского народного танца.
Первым художественным руководителем ансамбля с 1957 года стал Ильяс Бахшиш. В возрождении ансамбля приняли участие многие артисты из довоенного состава (такие, как Мемет Абибуллаев, который служил в ансамбле до конца 1960-х годов). Танцы в возрождённом ансамбле ставили известные крымскотатарские хореографы Усеин Баккал, Аким Джемилев, Энвер Алиев.
В 1964 году Узбекская Государственная филармония им. Кари-Якубова города Ташкента приглашает композитора Эдема Налбантова на должность художественного руководителя татарского ансамбля песни и танца. Солистом же становится Рустем Меметов.
В 1965 г. татарский ансамбль песни и танца впервые за годы депортации выезжает на гастроли по республикам Средней Азии и Казахстана, республикам Закавказья и Северного Кавказа, РСФСР. В 1970 г. ансамбль «Хайтарма» удостоен звания Ленинского комсомола Узбекской ССР и дипломанта Всесоюзного смотра художественных коллективов.
В 1992 году ансамбль песни и танца «Хайтарма» вернулся в Крым и был переведен в Крымскую государственную филармонию.
С основания ансамбля в нём служил танцором Аким Джемилев, был солистом ансамбля, с 1976 по 1980 стал балетмейстером ансамбля, а в 1984 году была издана его книга «Танцы ансамбля „Хайтарма“».
С основания ансамбля солисткой служила Заслуженная артистка Крымской АССР певица Сабрие Эреджепова, которой в 1966 году было присвоено звание Заслуженная артистка Узбекской ССР.
Многие годы в ансамбле работал народный артист Узбекистана (1989) и народный артист Украины (1993) Февзи Билялов. Ф. Билялов впервые стал солистом-вокалистом ансамбля ещё в 1957 году, параллельно учился в Ташкентской консерватории. В ансамбле Билялов исполняел народные песни. В 1970 году становится руководителем «Хайтармы», пользуясь в своей работе поддержкой известных крымскотатарских исполнителей: Эдие Топчи, Сабрие Эреджеповой. Заслуги Билялова признаются на республиканском уровне: в 1974 году ему присвоено звание заслуженного артиста Узбекской ССР. В 1978 году уходит из ансамбля и вернулся только через пять лет в качестве солиста. Через четыре года, в 1987 году, создаёт при ансамбле группу «Эфсане», а в 1989 году становится художественным руководителем ансамбля. В том же году ему присвоено звание народного артиста Узбекской ССР. В 1992 году вместе с ансамблем возвращается в Крым. Через год он покинул ансамбль, теперь уже навсегда.
С 1992 по 2016 ансамбль возглавляла народная артистка Таджикистана Ремзие Баккал (дочь Усеина Баккала).
В 2016 году ансамбль песни и танца «Хайтарма» возглавила Заслуженная артистка АРК, Заслуженная артистка Украины, Лауреат премии АРК Эльмира Налбантова. После аннексии Крыма к РФ ансамбль Хайтрама гастролирует на территории России.

В 2017 году ансамбль представил новую программу «Алтын Бешик» по мотивам крымскотатарской легенды о «Золотой колыбели».

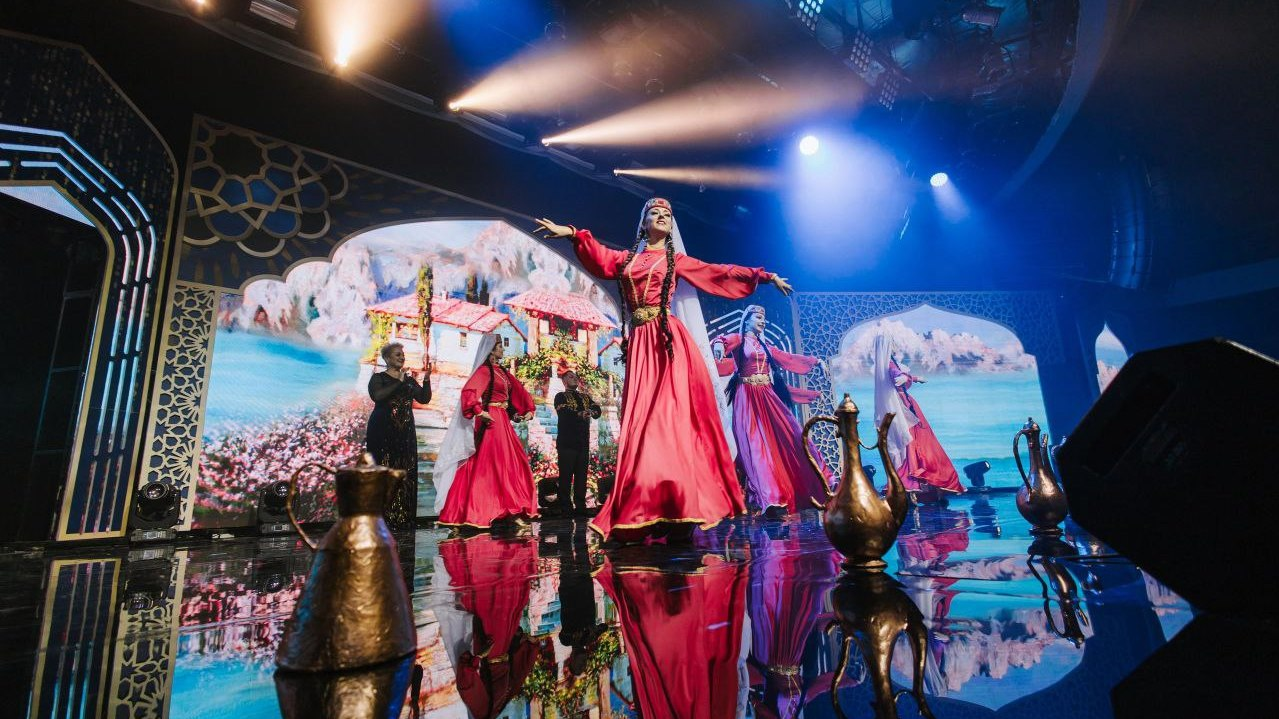
Номер «Эхо гор и Хайтарма» на Международном фестивале национальных культур «Россия-Восток»  в Казани, 2023.10.29
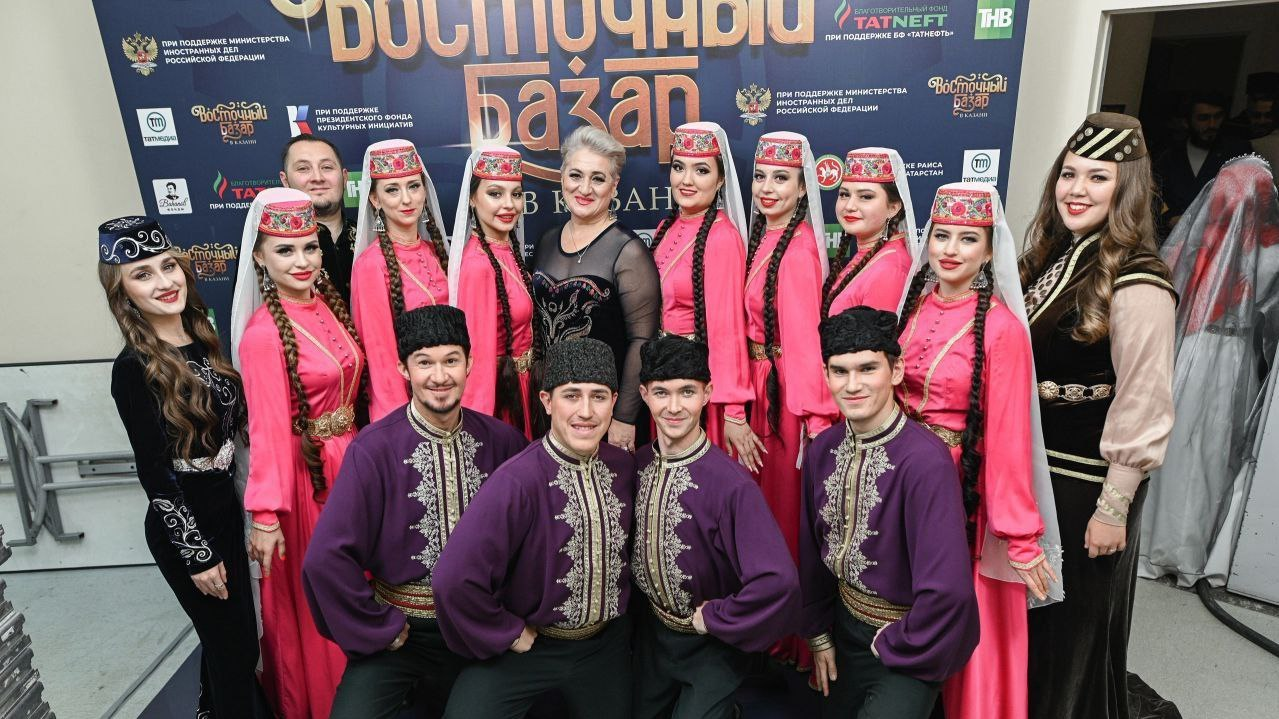
Танцоры ансамбля состава 2023 года, в центре Эльмира Налбантова
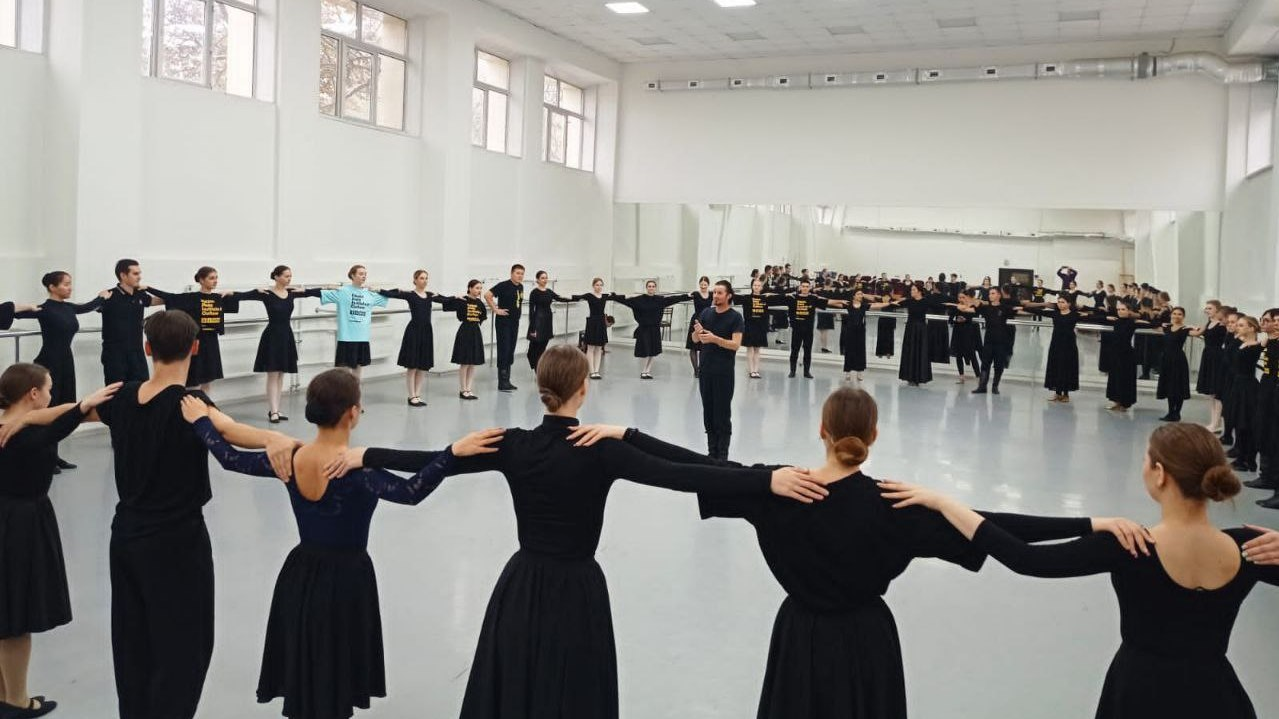
Репетиционная деятельность

## Награды
- Почётная грамота Президиума Верховной Рады Автономной Республики Крым (5 сентября 2000 года) — за значительный вклад  в развитие культуры и искусства братских славянских народов Украины, России и Республики Беларусь, высокое профессиональное мастерство и в связи с проведением X Международного фестиваля искусств «Песни моря — 2000»[12].